# Remmer Akkermann
Remmer Akkermann (* 1943) ist ein deutscher Biologe und Hochschullehrer.

## Leben
Akkermann legte 1963 das Abitur in Oldenburg ab. Danach studierte er Zoologie, Botanik, Chemie und Geographie an den Universitäten Saarbrücken, Kiel und Braunschweig. Das Diplom (Dipl.-Biol.) absolvierte er 1969 am Zoologischen Institut der Universität Göttingen mit einer Arbeit über die Postembryogenese von Retraktorenmuskeln der Weinbergschnecke (Helix pomatia). Im Jahr 1975 wurde er an der Universität Bonn bei den Zoologen Günther und Jochen Niethammer mit einer Dissertation zur Ökologie und Populationsdynamik des Bisams (Ondatra zibethicus L) an einem nordwestdeutschen Verlandungssee zum Dr. rer. nat. promoviert.
Seine Habilitationsschrift aus dem Jahr 1997 befasste sich mit der Lage des Naturschutzes und der Naturschutzforschung in Nordwestdeutschland.
Zwischen 1967 und 1974 war er an Gymnasien in Göttingen und Diepholz als angestellter Lehrer für Biologie und Geografie tätig. 1974 wechselte er auf die Stelle eines Akademischen Rats / Oberrats an der Universität Osnabrück, Abteilung Vechta (Universität Vechta). Hier lehrte er bis 2008. Er nahm Lehraufträge an der Fachhochschule Osnabrück-Haste für den Bereich Natur- und Umweltschutz wahr. Im Jahr 1997 gründete er das Institut für Naturschutz und Umweltbildung (INU) und war bis 1999 dessen Direktor.
Er ist Gründer des Naturschutzverbandes Niedersachsen, des NaturschutzForum Deutschland (NaFor) und Vorsitzender der Biologischen Schutzgemeinschaft Hunte Weser-Ems (BSH) sowie Initiator von BIOSYS, Förderverein der Landschaftsökologie an der Universität Oldenburg, und in den Vorständen mehrerer Stiftungen.

## Ehrungen
- 1962: Hörlein-Preis des Verbands Deutscher Biologen (VBIO)
- 1994: Bundesverdienstkreuz am Bande
- 2008: Ehrenmitglied des Naturschutzverbands Niedersachsen

## Schriften
- Zur Biologie der Ringeltaube (Columbo palumbus L.) Oldenburger Jahrbuch 64/2, 43–81, 1962.
- Untersuchungen zur Ökologie und Populationsdynamik des Bisams (Ondatra zibethicus L) an einem nordwestdeutschen Verlandungssee. In: Zeitschrift für angewandte Zoologie, 62, I-III. Dissertation (1975).
- Vorschläge zur Sanierung des Dümmers aus ökologischer Sicht. Berichte der Naturhistorischen Gesellschaft Hannover, 121, 51–141, 1978.
- mit Joachim Kuropka & Willigis Eckermann (Hrsg.): Oldenburger Profile. Wilhelm Meyer – ein Leben für die floristische Forschung in Oldenburg. Runge, Cloppenburg 1989, ISBN 3-926720-03-4.
- Die Hunte – Porträt eines nordwestdeutschen Flusses. Isensee, Oldenburg / BSH, 1994, ISBN 3-89442-178-9 (Teil 1) / ISBN 3-923788-28-2 (Teil 2 – 1995).
- mit Jürgen Drieling (Hrsg.): Handbuch Naturschutz und Umweltbildung zwischen Weser und Ems. Oldenburg 1996.
- Zur Lage des Naturschutzes und der Naturschutzforschung in Nordwestdeutschland. Habilitationsschrift (1997; unveröffentlicht)
- mit Hubert Fenske (als Hrsg.): Ahlhorner Fischteiche. Isensee, Oldenburg 1999, ISBN 3-89598-650-X.
- mit Albert Lippert (Hrsg.): In: Der Naturschutzhelfer. Schutz für Arten, Lebensräume und Landschaften. DNR, 2000, ISBN 3-923458-72-X.
- mit Werner von der Ohe (Hrsg.): Honigbienen, Apis mellifera. Runge, Cloppenburg 2004, ISBN 3-926720-29-8.
- mit Heike Knüppel: Regionalbibliografie für die Hunte. Fluss zwischen Wiehengebirge und Weser in den Landkreisen Osnabrück, Diepholz, Vechta, Oldenburg, Wesermarsch und in der Stadt Oldenburg, Oldb. (Bundesland Niedersachsen). BSH-Verlag, Wardenburg 2004, ISBN 978-3-923788-35-4.
- Gelbspötter, Hippolais icterina. Gesang – Lebensraumansprüche – allgemeine Biologie. 2006; http://bsh-natur.de/ (Merkblätter/Ökoporträt 41)
- mit Willi Rolfes und Wolf-Dietmar Stock: Die Hunte. Eine Flussreise von der Quelle bis zur Mündung. Verlag Atelier im Bauernhaus, Fischerhude 2009, ISBN 978-3-88132-310-9; http://www.huntebuch.de/
- mit Gerd Fischer und Werner Michaelsen (Hrsg.): Das Zwischenahner Meer und sein nahes Umland. Isensee, Oldenburg 2011, ISBN 978-3-89995-769-3.
- Das Diepholzer Moor (Stadt Diepholz) zwischen Urtümlichkeit, Nutzung und Refugium (PDF; 783 kB); http://bsh-natur.de/ (Merkblätter/Biotope 25 – Hrsg. von 160 Merkblättern), 2010
- mit 70 weiteren Autoren: Die Jade – Flusslandschaft am Jadebusen. Landes- und naturkundliche Beiträge zu einem Fluss zwischen Moor, Marsch und Meer. (mit CD; Langfassung), Isensee, Oldenburg 2015, ISBN 978-3-7308-1075-0; https://www.jadebuch.de/